# Cantón de Charroux
El cantón de Charroux era una división administrativa francesa, que estaba situada en el departamento de Vienne y la región de Poitou-Charentes.

## Composición
El cantón estaba formado por nueve comunas:
- Asnois
- La Chapelle-Bâton
- Charroux
- Chatain
- Genouillé
- Joussé
- Payroux
- Saint-Romain
- Surin

## Supresión del cantón de Charroux
En aplicación del Decreto nº 2014-264 de 27 de febrero de 2014, el cantón de Charroux fue suprimido el 22 de marzo de 2015 y sus 9 comunas pasaron a formar parte del nuevo cantón de Civray.